# 아르멜 벨라코차프
아르멜 벨라코차프(독일어: Armel Bella-Kotchap, 2001년 12월 11일 ~ )는 독일의 축구 선수로, 현재 네덜란드 에레디비시의 PSV 에인트호번에서 센터백으로 활약하고 있다.